# Badwell Ash
Badwell Ash est un village et une paroisse civile du Suffolk, en Angleterre.